# Аикурцио
Аикурцио (итал. Aicurzio) је насеље у Италији у округу Монца и Бријанца, региону Ломбардија.
Према процени из 2011. у насељу је живело 2067 становника. Насеље се налази на надморској висини од 232 м.

## Становништво
Према резултатима пописа становништва 2011. у општини је живело 2.067 становника.
| 1931. | 1936. | 1951. | 1961. | 1971. | 1981. | 1991. | 2001. | 2011. |
| ----- | ----- | ----- | ----- | ----- | ----- | ----- | ----- | ----- |
| 1.783 | 1.717 | 1.755 | 1.634 | 1.511 | 1.611 | 1.649 | 1.980 | 2.067 |